# Fasti (adelsslægt)
 For alternative betydninger, se Fasti (flertydig). (Se også artikler, som begynder med Fasti)
Fasti eller Splid er en uddød uradelig dansk slægt, der tilhørte lavadelen.

## Våben
Slægten førte en tretrinnet rød stormstige i sølv-felt, på hjelmen en halv morian eller et morianhoved med rødt bånd om håret.

## Historie
Splid Fasti var fader til "gamle" Christiern eller Christen Fasti til Vennergård, der først nævnes 1429, og som er død efter 1446, og til Jørgen Splid Fasti til Mindstrup og Møltrup, hvis søn, Palle Splid (død efter 1536), bl.a. var fader til de to skibschefer Jørgen Splid til Mindstrup og Møltrup (død efter 1577) og Jens Splid (levede 1565), der begge fik forleninger af kongen.
"Gamle" Christen Fasti var fader til "gamle" Thomas Fasti (død efter 1513). Han var fader til Christiern eller Christen Fasti til Vennergård (død 1557), som var foged, og som i 1545 ophøjede Katholm til sædegård. Han var fader til lensmand Thomas Fasti til Vennergård og Katholm (1538-1600), som var barnløs, Mogens Fasti og Strange Fasti (død 1569), som alle udmærkede sig i Den Nordiske Syvårskrig.
Palle Splid eller Fasti til Mindstrup og Smedstrup (Ingelstad herred), søn af ovennævnte Jørgen Splid, døde 1628 som slægtens sidste mand.
Flere medlemmer af slægten blev således lensmænd, men fik aldrig ridderslaget eller sæde i Rigsrådet. De såkaldte Stihage-Skram'er er utvivlsomt en gren af denne slægt.